# Wydział Biogospodarki Uniwersytetu Przyrodniczego w Lublinie
Wydział Biogospodarki Uniwersytetu Przyrodniczego w Lublinie – jeden z siedmiu wydziałów Uniwersytetu Przyrodniczego w Lublinie. Jego siedziba znajduje się przy ul. Szczebrzeskiej 102 w Zamościu. Powstał w 1980 r. Został zamknięty w 2015 roku.

## Struktura
- Katedra Produkcji Roślinnej i Agrobiznesu
  - Stacja Doświadczalna
- Zakład Biochemii i Chemii Środowiskowej
- Zakład Biologii Roślin
- Zakład Hodowli i Użytkowania Zwierząt
- Zakład Ochrony i Kształtowania Środowiska
- Zakład Ogólnej Uprawy Roli i Roślin[3]

## Kierunki studiów
- Rolnictwo
- Biologia[4]

## Władze
Dziekan: Prof. dr hab. Danuta Borkowska

Prodziekan: dr hab. Jolanta Stanisława Molas